# موشلة (خومة)
موشلة (بالفارسية: موشله) هي قرية تقع في إيران في قسم خومة الریفي. يقدر عدد سكانها بـ 237 نسمة بحسب إحصاء 2016.